# Leiotheca obtusifolia
Leiotheca obtusifolia là một loài Rêu trong họ Orthotrichaceae. Loài này được (Müll. Hal.) Hampe mô tả khoa học đầu tiên năm 1867.